# Polyarthra minor
Polyarthra minor är en hjuldjursart som beskrevs av Voigt 1904. Polyarthra minor ingår i släktet Polyarthra och familjen Synchaetidae. Arten är reproducerande i Sverige. Inga underarter finns listade i Catalogue of Life.